# An Tae-hyun
Đây là một tên người Triều Tiên, họ là An.
An Tae-hyun (tiếng Hàn: 안태현; sinh ngày 1 tháng 3 năm 1993) là một cầu thủ bóng đá Hàn Quốc thi đấu ở vị trí tiền vệ cho Bucheon FC 1995 ở K League 2.

## Sự nghiệp
An Tae-hyun ký hợp đồng với Seoul E-Land trước khi mùa giải 2016 khởi tranh. Anh ra sân 31 lần và ghi 3 bàn trong mùa giải ra mắt.
An chuyển đến Bucheon FC 1995 ngày 3 tháng 1 năm 2017.